# Remetea, Harghita
Remetea (în maghiară Gyergyóremete, în traducere „Remetea Giurgeului”) este satul de reședință al comunei cu același nume din județul Harghita, Transilvania, România.

## Poziția geografică și condițiile naturale
Remetea, este una din marile localități ale județului Harghita, situată la o altitudine de 750 de metri, în partea de nord-est a Depresiunii Gheorgheni (numită și Depresiunea Giurgeului), la poalele munților vulcanici ai Gurghiului.
Scriitorul Balázs Orbán, autor al unei monografii monumentale din secolul al XIX-lea despre Ținutul Secuiesc, întitulată „Descrierea Ținutului Secuiesc” (Székelyföld leírása), descria poziția geografică a comunei astfel: „Remetea, față în față cu Ditrău, pe partea stângă a Mureșului, se întinde romantic în valea pârâului Pietrii.”
Terenul prezintă morfologia caracteristică bazinelor intramontane. Zona de șes formată preponderent din aluviunile Mureșului continuă la nord prin coline tăiate de văile pâraielor și prin munții vulcanici ai Gurghiului. Aceștia din urmă s-au format în perioada neogenă. Roca cel mai des întâlnită este andezitul. La intrarea în comună, peisajul culmilor Gurghiului de Nord, vizibile din Remetea: Vârful Crucii (1517 m), Kecskekő („Piatra caprei”; 1483 m), Bătrîna (1634 m) este frumos. Acestea sunt cele mai înalte culmi ale buzei unui crater vulcanic stins: Fâncelu.

## Clima
Clima este caracteristică depresiunilor montane: cu ierni lungi și friguroase, veri relativ scurte, dar călduroase. Temperatura medie anuală se situează între 5,1 - 5,5 °C. Media anuală a orelor însorite este cuprinsă între 1600 - 1700 de ore. Umiditatea relativă a aerului este mare, din luna octombrie până la începutul verii, depășind 80 %, dar și în luna iunie este de cel puțin 70 %. De aceea, formarea ceții este foarte probabilă și durează mult.
Media anuală a zilelor însorite este de numai 80 de zile, iar a zilelor geroase poate ajunge la 160. Sunt frecvente gerurile de primăvară târzii, deseori și în luna iunie. Gerurile timpurii de toamnă pot apărea la începutul lunii septembrie. Toate acestea sunt însă contrabalansate de o toamnă lungă și însorită. Cantitatea medie a precipitațiilor variază între 600 - 1000 l/mp pe an. Perioada de acalmie este de 55 - 60 %, în decembrie de 70 % în ianuarie.
Remetea este traversată de cel mai lung râu al Ardealului, Mureșul. Lungimea totală a Mureșului este de 803 km, din care 761 km pe teritoriul României, din care 80 km în județului Harghita. Hidronimul Mureș (menționat în izvoare antice - de ex. Ptolemeu, Geographia - ca Maris) s-ar putea să fie de origine celtă: muor „smârc” și acha „râu” > moraha = „râu de smârc, râu băltos” (în care caz compară și cu cuvintele germanice Moor și Morast (în germană) și morass (în engleză).  Mureșul intră din sud, șerpuind localitatea, o părăsește în direcția nord. Pâraiele care traversează așezarea, care apoi să se varsă în râul Mureș sunt: din nord Pârâul Pietrii, care străbate centrul satului, pâraiele Veszes și Kecskekő, care colectează debitele pâraielor Sineu și Martonca, râu care  asigura aprovizionarea cu apă a satului Martonca, depopulat după 1970. Din est curg pâraiele Ghiduț și Ditrău, care se varsă în Mureș.

## Istoria așezării
În sursele istorice numele satului Remetea apare ca: Remete, Remethe, Remeteh, Gyergyóremete și Gyergyó Remete.
Potrivit tradiției, fondatorul comunei a fost Bonifác Kendeffy, un călugăr franciscan, care a fost aprodul cardinalului Gheorghe Martinuzzi, guvernatorul al Ardealului (1541-1551). În decembrie 1551 Martinuzzi a fost asasinat de generalii austrieci Castoldo și Pallavicini în castelul său de la Vințu de Jos.
Nu se cunoaște exact rolul lui Kendeffy în atentatul împotriva domnului său, dar după aceste evenimente a fugit la Timișoara. De aici, din cauza primejdiei turcești, se refugiază la Cluj, unde aderă la ordinul monahal franciscan. După câțiva ani de peregrinări se îndreaptă în Ținutul Secuiesc.
Potrivit unei legende, a sosit pe aceste meleaguri dinspre Gurghiu, mai precis dinspre Vârful Crucii, coborând de-a lungul Pârâului Pietrii, care traversează așezarea și în prezent, spre râul Mureș. Îi este atribuit și numele pârâului. S-a stabilit pe dealul de pe malul stâng al Mureșului, unde a dus o viață de sihastru. De aici probabil numele localității: Remete înseamnă „sihastru”. Evenimentele acestea au avut loc în jurul anului 1560.
Primul document scris care atestă Remetea datează din 1567, cu ocazia unui recensământ a populației din Gheorgheni. În registrul populației sunt consemnate șase porți cu 30 de suflete din Remetea. Numele primilor capi ai familiilor de coloniști: György László, István László, Dávid Tamás și Mihály Antal.
În Lustra Siculorum din 1614, Remetea a fost amintită ca cea mai mică așezare din depresiunea Gheorgheni, cu 28 de porți. Este de remarcat apariția localității Remetea în Registrum Sedis Siculicalis Csík Superiorus, din 1702, care precizează numele de familie ale persoanelor conform criteriilor cerute de organizația militară tradițională la secui. Populația așezării în acel an era de 90 de familii, din care 72 erau familii de soldați.
Până în 1726 Remetea a aparținut administrativ de comuna Ditrău. În acel an satul a devenit independent și, conform registrului de stare civilă deschis atunci, în localitate trăiau 117 familii. Anul 1763 este important din două motive. Preotul Ferenc Csergő raportează existența unei școli elementare, pomenind totodată că în sat trăiau 834 de suflete. Tot în 1763 împărăteasa Maria Terezia dispune înființarea în Ținutul Secuiesc a unui regiment de grăniceri. Rezistența opusă de secuime, care dorea păstrarea statutului tradițional de autoorganizare militară, a fost înfrântă de Austria prin acțiuni ce au culminat cu cunoscutul masacru de la Siculeni, din 7 ianuarie 1764 („Siculicidium”). Primarul și învățătorul de atunci din Remetea au încercat să convingă populația să refuze a se prezenta la înrolarea în regimentul nou înființat. Din acest motiv au intrat în conflict cu autoritățile militare imperiale, care au trimis trupe pentru calmarea spiritelor din comună. Ulterior cei doi „instigatori” au fost arestați de autorități, dar despre soarta lor de mai târziu nu s-a mai aflat nimic.
Secolul al XIX-lea a adus schimbări importante în viața comunității. În 1820 s-au așezat primele familii armene în sat: Mélik, Bogdán, Kápálb, Kápdebó, Zakariás și Dobribán. Acestea au dobândit în scurt timp controlul asupra exploatărilor forestiere și a comerțului desfășurat prin plutărit. Prin cămătărie au reușit să acapareze moșiile familiilor îndatorate. La sfârșitul secolului, potrivit datelor din cadastru, suprafața moșiilor astfel obținute a ajuns la 665 de iugăre. Aceste procese au dus la destrămarea rapidă a obștii sătești.
Spre sfârșitul secolului al XIX-lea, mulțumită armenilor, evoluția civică totodată s-a accentuat. Lor li se datorează extinderea comerțul și accelerarea circulației masei monetare. Apariția artei dramatice de amatori, a cenaclul literar, înființarea bibliotecii comunale, introducerea tradiției sărbătoririi zilei de 15 martie și ajutorarea materială a elevilor talentați, dar nevoiași, se leagă de prezența conlocuitorilor armeni în Remetea. Construcțiile lor monumentale din centrul satului i-au dat acesteia profilul arhitectonic păstrat până în prezent.

## Căi de acces
Pe cale ferată, de la stația CFR Ditrău (de pe magistrala CFR 400, Brașov - Satu Mare), sunt de parcurs 2 km până în centrul comunei. De pe șosea, dinspre Gheorgheni sau Toplița pe șoseaua DN 12 (E578), după 4 km din centrul comunei Ditrău se ajunge în comuna Remetea.

## Monumente, repere turistice

### Biserica "Sf. Leonard"
Din cauza distrugerii în 1944 a arhivei bisericești, documentele despre construirea bisericii sunt incomplete, chiar contradictorii.
Documentul distrus datând din 1567 menționa existența bisericii. Într-un registru al consiliului bisericesc din 8 octombrie 1939 directorul și învățătorul József Szabó, în urma unor cercetări făcute asupra bisericii străvechi, scria: „În 1933 am constatat împreună cu Endre Orosz, secretarul de atunci a Societății Muzeului Ardelean, urmele bisericii noastre strămoșești, despre existența căreia s-a menționat în arhiva bisericească din 1567 și care a fost prada incendiului din 1771. După această descoperire m-a preocupat întrebarea cum s-ar putea scoate la lumină biserica dispărută în negura timpului. Desenele arhitectului și viitorului inginer Lukács Zárug, reprezentând biserica și expuse la expoziția Muzeului Ardelean de la Gheorgheni din acest an, m-au îndemnat să cer colaborarea specială a sus numitului, care m-a și ajutat cu mare serviabilitate și am terminat lucrările. Și am scos la iveală fundația bisericii în a treia zi a lunii, după patru zile de lucru. Rezultatul a fost surprinzător, deoarece contrar tradiției orale, nu era o biserică de lemn. Am scos la iveală ruinele unei biserici ce avea 22 m lungime, 8 m lățime, cu pereți groși de 80 cm, dotat cu piloni masivi, construit din piatră și acoperit cu țigle”.

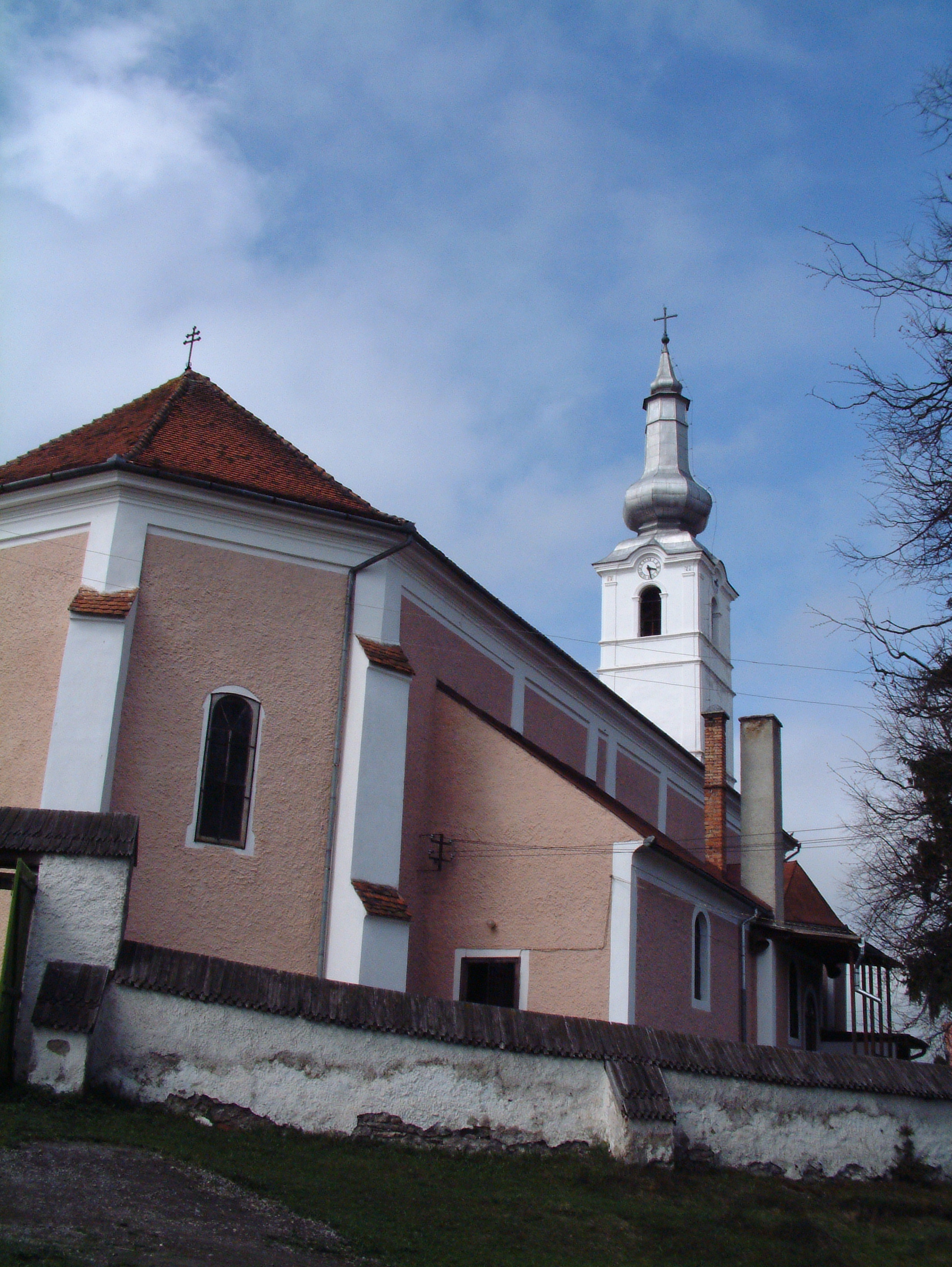
Biserica "Sf. Leonard"

Dar datele construirii bisericii menționate în procesul verbal s-au dovedit a fi greșite. Deoarece în 1567 satul număra 6 porți și nu mai mult de 30 de suflete în total, comunitatea nu avea nevoie și nici puterea economică pentru a construi o biserică de așa dimensiuni. Nici comuna învecinată, Ditrău, înregistrată în același document cu 26 de porți nu a avut o biserică de asemenea proporții. Săpăturile au scos  de fapt la iveală o biserică construită în 1726, când Remetea avea o populație de 585 de suflete și când nevoile enoriașilor și potențialul economic al satului au permis construirea unei biserici din piatră de 22 de metri lungime. Săptămânalul „Apostol”, (continuatorul săptămânalului „Szív” (română Inima)) publica în 1937 un serial despre istoria așezărilor din Gheorgheni. În numărul 6 din 1937 al săptămânalului a apărut o rubrică intitulată „Remetea, capelă în mijlocul codrului”, referindu-se la biserica construită în 1726. La începutul secolului al XVIII-lea, capela din lemn construită în timpul lui Bonifác Kendeffy mai putea exista, fiindcă papa Clement al XI-lea a permis un hram la Remetea de ziua Rusaliilor din 1714.
La fel de contradictorie este și data construirii bisericii actuale. Datele corespund doar în ce privește distrugerea bisericii precedente într-un incendiu, care a fost reconstruită într-un an cu contribuția enoriașilor. Potrivit registrului Consiliului Bisericesc din 1938, incendiul a fost în 1771, însă potrivit comunicatului din săptămânalul „Apostol” incendiul este datat în anul 1778. Pe latura turnului bisericii se vede și în prezent datarea evenimentului din anul 1771. Acesta este confirmat și de faptul că unul dintre altarele secundare a fost construit în 1776, ceea ce lasă de înțeles, că biserica exista deja.
Biserica are un plan în formă de cruce latină, cu o lungime de 41 m și o lățime de 12 m. Forma finală a dobândit-o în secolul al XIX-lea, când prin contribuția financiară a familiei Mélik biserica a fost extinsă cu 6 metri în 1899. Turnul cu o înălțime de 47 m  are cinci caturi inegale despărțite prin cornișe divizoare, cu patru ferestre romanice, în partea superioară.
Interiorul bisericii este amenajat în stil baroc. Parohul Dániel Hanzer, care a comandat construirea bisericii, a orbit în 1775 și l-a primit în parohia sa pe József Szabó ca preot, cel care a terminat amenajarea bisericii în 1777, mare parte pe cheltuială proprie.
Nava principală este divizată prin cinci pilaștri, având tavanul boltit. Pilaștrii sunt cu secțiune pătrată, capitelurile terminându-se prin cornișe duble. Capitelurile celor patru pilaștri, care se află la întretăierea navei centrale cu cea transversală, sunt ornate cu scoici și volute. Sanctuarul bisericii costruit la același nivel cu nava principală se închide prin boltă 
Altarul principal este pătrat și ușor concav, conform inscripției votive de pe el, datează din 1787. Retabulumul este arcuit, cu glaf. Pictura de pe altar îl înfățișează pe Sfântul Leonard, înconjurat de sclavi încătușați, care, rugându-se pentru libertate, își întind mâinile spre episcop. Deasupra se poate zări un medalion cu inscripția „In honorem Sancti Leonardi Abbatis 1784”, plasat într-un câmp argintiu.
Pe cele două laturi ale picturii sunt plasate două coloane, între care se pot vedea două statui. Cea din partea stângă îl reprezintă pe Sfântul Ioan Botezătorul, arătând cu mâna dreaptă spre mielul din dreptul piciorului său, iar în mâna stângă ține un drapel cu inscripția „Ecce Agnus Dei” (română Iată Mielul Lui Dumnezeu). Statuia din partea dreaptă îl reprezintă pe Sfântul Mucenic Sebastian, cu mâinile legate de copac, cu corpul străpuns de săgeți, având fața schimonosită de durere. Deasupra, între patru amorași, sunt două statui ținând câte o tavă în mână, simbolizând donatorii. În mijloc se află un tablou medalion: Fecioara Maria îi dă rozariul Sfântului Dominic. În partea superioară, altarul este ornamentat cu ghirlande în stil rococo.
Lângă altarul principal se află două statui policrome, în dreapta Fecioara Maria, și în stânga Isus. Stilul acestor statui amintește de cel bavarez, ambele fiind donația directorului de școală Károly Molnár de la începutul secolului al XX-lea. Printre ornamentele lăcașului de cult sunt și trei mici vitralii. Pe acestea sunt vizibile imagini pictate cu Fecioarei Maria și Isus, Antal Puskás și soția acestuia, iar pe a treia Sfântul Iosif cu pruncul Isus. Aceste ferestre sunt donațiile administratorul József Puskás, din anul 1908.
Altarul secundar a fost construit în 1776 și este lucrarea lui Tamás Galaci. Retabulumul are închidere cu cornișa semiarcuită. Între cele patru coloane în stil ionic este plasată o pictură reprezentând Sfânta Treime. Textul de deasupra picturii este: „Uni et trino sumit. Tomae Galaci de Remete 1776. Szekula Jakab adományából három oltár javítatott 1899” (română Din donațiile lui Jakab Szekula s-au renovat trei altare, 1899). Armeanul Jakab Szekula a donat în 1899 1300 de florini pentru renovarea altarelor și întreținerea crucii. Cele două statui aflate între stâlpi îi reprezintă în partea stângă pe Sfântul Petru cu cheile în mână, iar în partea dreaptă pe Sfântul Pavel cu sabia în mână. În partea superioară a altarului, între doi pilaștri, se află o pictură în medalion care îl reprezintă pe Sfântul Iosif cu pruncul Isus în brațe. Pe cele două părți se văd putto așezați pe volute.
Altarul alăturat, din partea dreaptă este opera lui Ferenc Szász, 1781. În 1870, György Szász, notar la Remetea între 1866 și 1872, a finanțat renovarea altarului. Ornamentul central este o pictură a Fecioarei Maria cu pruncul Isus în brațe. După inscripția din partea stângă, jos - Cur. Fie; Moises Lázár 1780 – este o donație a familiei Lázár din Lăzarea. Sub această inscripție se vede un scris cu litere armenești indescifrabilă, care probabil este numele artistului. Pe cele două părți ale picturii de altar, între doi stâlpi de compozit se află două statui, dintre care cea din partea dreaptă o reprezintă pe sfânta Ecaterina de Alexandria, cu sabie și roată în mâini, reprezentând moartea ei ca mucenică, prin tragerea pe roată.
Statuia din stânga îl reprezintă pe Sfântul Alois. După stilul lor, cele două statui nu sunt operele aceluiași artist și nici nu au fost create în aceeași perioadă. Partea superioară a altarului este ornamentată cu o pictură pe medalion, volută și putto.
Un alt mobilier al navei centrale este amvonul, susținut în partea stângă de un mănunchi de pilaștri și rezemat pe console. Parapetul este ornamentat cu statuile celor patru evangheliști, având ghirlande în stil baroc între ei. Bolta amvonului în formă de clopot este ornat cu volute, deasupra ei fiind statuia arhanghelului Sfântul Mihail învingând Satana.
Pe partea vestică a navei centrale se află corul, respectiv galeria orgii care este susținută de doi stâlpi solizi, fără caneluri, cu capiteluri dorice. Orga bisericii a fost construită în 1879, opera constructorului de orgi târgumureșean István Vas.
Nava trasversală are orientarea  nord-sud. Capela sudică este și intrarea principală a bisericii. Ancadramentul intrării se închide printr-un timpan. În nișa centrală a statuilor, se află statuia lui Sfântul Ioan de Nepomuk, care, potrivit tradiției populare, este protectorul credincioșilor împotriva secării apelor și a pagubelor provocate de revărsarea apelor. El a fost locțiitorul arhiepiscopului de Praga și a fost înecat în apele râului Vltava, în 1393. Statuia originală a fost făcută din lemn și se află în clădirea parohiei. Copia expusă în nișa statuilor este lucrarea sculptorului din Gheorgheni, Emil Burján Gál. Intrând în capelă, imediat pe partea dreaptă este statuia Sfântului Anton. Tavanul capelei are patru lobi, cu o închidere ușor boltită.
Statuia din fața capelei nordice îl reprezintă pe Sfântul Iosif cu pruncul Isus în brațe și cu un fir de crin în mâna dreaptă. Ornamentul central al capelei patrulatere, cu lob triplu și terminații în absidă este Isus răstignit pe cruce. Lângă acestea se află statuia Fecioarei Maria și a Sfântului Ioan Botezătorul, ambele datând din 1800. Tabernaculul, singurul mobilier rămas din biserica veche, se află în capela Sfânta Cruce. Pe tabernacul este reprezentat simbolul abnegației: pelicanul care își sfâșie pieptul, pentru a-și hrăni puii cu propriul sânge. Simbolul pelicanului este foarte rar întâlnit în bisericile romano-catolice, mai curând apare ca ornament în biserica reformată, pe boltele amvonurilor și a tavanelor din lemn pictat.

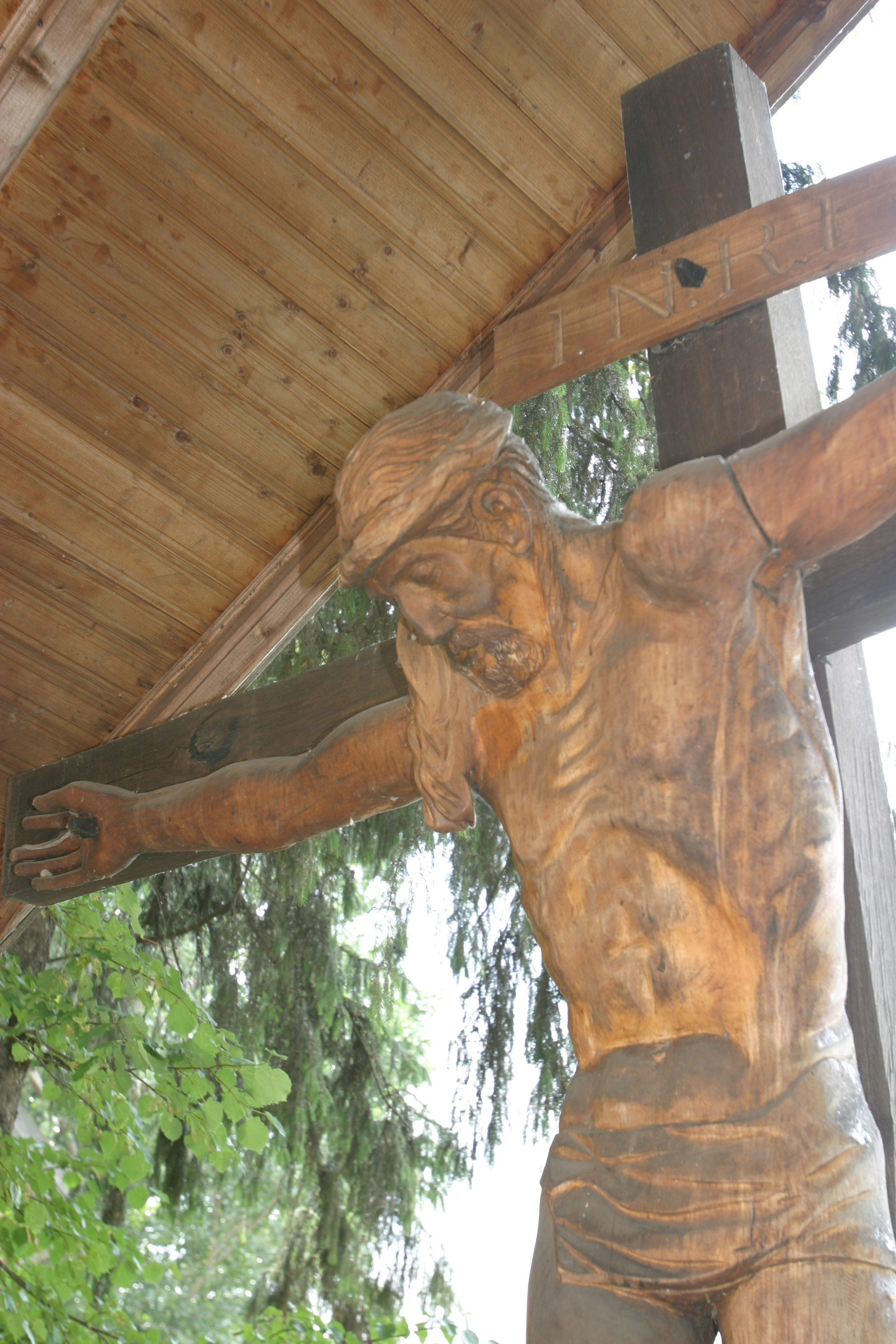
Crucifix sculptat din lemn

Printre valorile bisericii se mai găsesc două crucifixe reprezentându-l pe Isus răstignit (corpus), ambele efectuate din lemn pe la mijlocul secolului al XVIII-lea, în stil popular.
Clopotul cel mare al bisericii a fost turnat în 1905 în atelierul lui Novotny din Timișoara și cântărește 621 kg. Are inscripția: „Spre gloria lui Dumnezeu, stimă a primului Mucenic Sfântul Ștefan, și în pioasa amintire a lui István Mélik, au făcut acest clopot, cu pietate, ginerele Matildei Lázár, István, și fiii Andor, Jenő, în timpul preoției lui Dénes Kiss”. Clopotul mijlociu cântărește 287,5 kg și a fost turnat în anul 1924, în atelierul lui Frigyes (Friedrich) Hönig din Arad, cu inscripția „Din stimă pentru Neprihănita Zămislire a B.Sz.M. și sacrificiul credincioșilor remeteni din timpul preoției Dr. János Hollanda. Îi chem pe cei vii. Îi plâng pe cei morți, și risipesc norii”.
Clopotul cel mic, al morților, cântărește 91 kg și a fost confecționat în 1922 la Arad, tot în atelierul lui Hönig. Inscripția este: „În amintirea jubileului de 25 de ani al episcopului Gusztáv Károly Majláth, prin sacrificiul credincioșilor, 1897-1922”.
În 2003 au mai fost făcute două clopote, ambele de societatea „Select Metlenplast” din Odorheiu Secuiesc. Unul este donația prelatului papal și preot remetean László Orbán. Inscripția acestui clopot este: „Pentru cei care încă nici nu s-au născut și totuși au murit. Spre ocrotirea lor de către regele Ladislau I cel Sfânt, din partea prelatul papal László Orbán. Remetea, 2003”. Inscripția celuilalt clopot este „Cu stimă Sfintei Familii. Din partea lui Melinda, Zsuzsa și Orsolya Szotyori. Remetea, 2003.”

### Capela "Sf. Margareta"
Pe acest loc, inițial fusese o casă de locuit, transformată mai apoi în capelă, care în 1940 a fost demolată, apoi s-a demolat și casa dascălului și s-a reconstruit fără pereții interiori. În 1942 această capelă a fost sfințită cu hramul "sfânta Margareta". Capela a fost demolată în 1968, în timpul păstoririi parohului László Orbán, prelat papal, în locul ei construindu-se una mai mare – cea din prezent – dedicată tot sfintei Margareta.

### Monumentul războaielor mondiale
Monumentul a fost așezat în centrul localității, pe un teren donat de Antal Nagy. Inaugurarea din primăvara anului 1942 a prilejuit la Remetea o adevărată sărbătoare populară. Monumentul are 3,30 m înălțime și 1,80 x 1,80 m în partea superioară. Este ornamentat cu flori-curpen, iar colțul este înpodobit cu motivele soarelui și a lunii, tipice simbolisticii secuiești. Placa de marmură cu numele eroilor pomeniți este plasată între rezalite. La construirea noii școli cu două etaje din 1961 - 1962, motivându-se lipsa de teren s-a hotărât mutarea monumentului. Această hotărâre a fost doar un pretext pentru a îndepărta monumentul, spațiu fiind destul pentru ambele, ba chiar se puneau reciproc în evidență. Asociația pompierilor a fost somată să dărâme monumentul, însă István László, conducătorul de atunci al asociației a refuzat să execute ordinul. Acest lucru era un act de curaj în acea perioadă. A afirmat că, dacă monumentul va fi totuși dărâmat, pompierii se angajează să-l reconstruiască în noul amplasament desemnat. În cele din urmă, monumentul a fost mutat pe Dealul Bisericii, în vecinătatea bisericii și a școlii cu clasele I-IV, unde, sub supravegherea meșterului zidar Ferenc Szász, a fost reamenajat. Deoarece terenul noii locații era proprietatea bisericii din Remetea, monumentul a fost luat în inventar de Biserica Romano-Catolică, care îl îngrijește și în prezent. În 1979 au fost adăugate trei plăci de marmură mai mici, eternizând eroii căzuți în al II-lea Război Mondial, însă lista cu numele eroilor nu este completă; cuprinde doar cincizeci și patru de nume.
Din 1990, în fiecare an de 15 martie se comemorează revoluția maghiară din 1848 și revoluția din 1989. În cadrul ceremoniei, UDMR-ul depune coroana de pietate și onor pe monument. Participanții ascultă cu capetele aplecate numele celor 231 de eroi dispăruți.

### Monumentul "Tibor Cseres"
A fost inaugurat în 1995 de autoritățile din Remetea și organizația din Remetea a UDMR. Este opera sculptorului Emil Burján Gál din Gheorgheni. Pe partea superioară se află portretul în basorelief din cupru al lui Tibor Cseres, iar pe partea inferioară se află o placă comemorativă, dăltuită de către cioplitorul în piatră, Béla Barabás, din Lăzarea. Pe inscripție se poate citi: „CSERES TIBOR, scriitor 1915 - 1993 marele fiu al Remetei”.

### Monumentul Mileniar
A fost comandat la cererea bisericii romano-catolice de prelatul papal László Orbán și finanțat din donațiile credincioșilor. Monumentul a fost amplasat în fața bisericii, pe strada Szent Lénárd (Sfântul Leonard) și este opera sculptorului Ferenc Molnár Ivácson. Monumentul are o inscripție cu textul: „A fost ridicat de oamenii din Remetea, în amintirea celor 2000 de ani de la nașterea PAX Iisus, și a 1000 de ani de la creștinarea noastră”.

### Plăcile comemorative "Jenő Balás"
În 1996 școala din Ciutac Sat a primit numele de Jenő Balás. Cu această ocazie, pe fațada școlii a fost pusă o placă comemorativă din marmură albă cu următoarea inscripție: „JENŐ BALÁS născut în Remetea 1882 - 1938. Inginer, cercetător, pionier al mineritului de bauxită din Ungaria. În amintirea importantelor sale proiecte hidrotehnice. 1996”.
În 1999 școala a fost vizitată de un grup de geologi și ingineri minieri din Ungaria, sub conducerea inginerului János. Cu această ocazie a fost inaugurată o placă de marmură neagră, cu inscripția: „În semn de respect pentru marele fiu al Remetei, JENŐ BALÁS 1882 - 1938, au așezat această placă: Asociația Ungară de Stat pentru Minerit și Metalurgie, organizația din Tapolca și Mina de Bauxită din Bakony SRL, în 1999”.

### Placa comemorativă "Gábor Balás"
În cadrul unei frumoase festivități, a fost așezată pe fațada Casei de Cultură din localitate de către Asociația Locală Tibor Cseres și Cercul Secuilor din Budapesta, în 1996. Placa a fost sculptată de pietrarul lăzărean Béla Barabás, cu inscripția: „DR. REMETEI GÁBOR BALÁS, 1909 - 1995 istoric în științe juridice, scriitor, profesor universitar. Cercetător al culturii secuiești maghiare preistorice. Președinte de onoare etern al Cercului Secuiesc din Budapesta. Așezat de Cercului Secuiesc din Budapesta și Asociația de Cultură Generală Tibor Cseres, în 1996”.

### Placa comemorativă Avully-Remetea
În 2000, la împlinirea a zece ani de colaborare între comuna Avully din Elveția și școlile din Remetea, Fundația Avully-Remetea a așezat o placă comemorativă din marmură albă înscrisă în trei limbi (maghiară-franceză-română), pe fațada Școlii Generale Fráter György. Placa a fost făcută de pietrarul lăzărean Béla Barabás. La inaugurare a luat parte și o delegație a comunei Avully. Inscripția plăcii este: „1990 - 2000 AVULLY-REMETE-REMETEA Symbol de 10 ans Rencontre - Találkozás, Amitié-Barátság, Aide-Segítség 10 éves jelképe. Simbolul prieteniei de 10 ani. Foundation Avully-Remete Alapítvány”.

### Clădirea "Sáska"

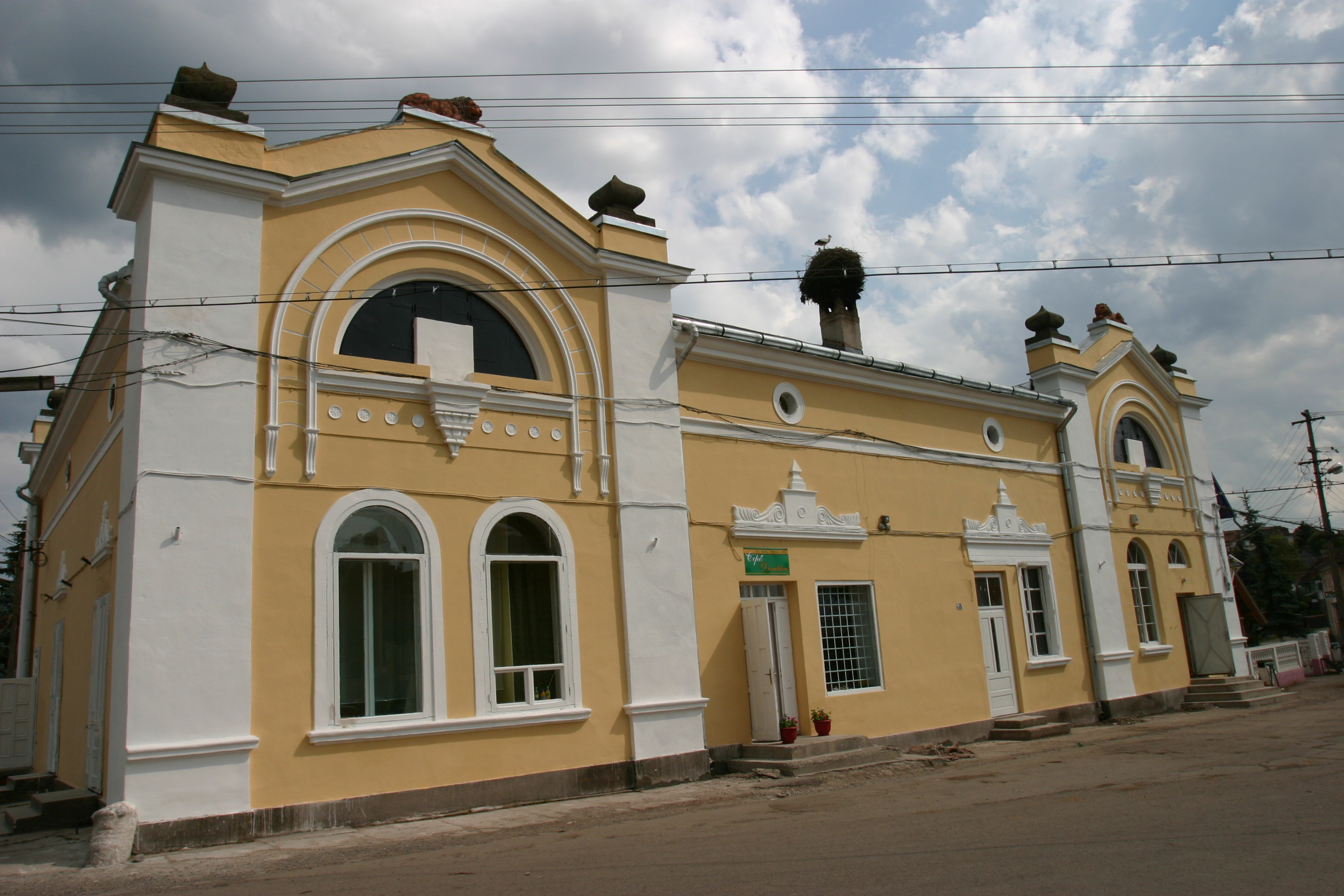
Clădirea "Sáska"

mai este cunoscută și sub denumirea de Casa Dobribán. Este o clădire, aparent greoaie, dar care domină arhitectonica centrului comunei. A fost construită între anii 1875 și 1893. În 1892 a devenit prada unui incendiu devastator. Pereții exteriori sunt ornați cu o cornișă divizoare aflată la înălțimea de trei sferturi din ale pereților. Monumentalitatea clădirii este intensificată de existența pe latura vestică a clădirii a doua rizolite de colț dispuse simetric față de axa fațadei. Părțile de la colțuri, ușor ieșite din planul fațadei, se supraînalță mult peste cornișa de divizare și șarpantă printr-un atic ce se închide cu un timpan. Pe glaful coamei rizolitelor, între doua ornamente sub forma unor cupole orientale sunt așezate statuetele a doi lei, culcați față în față. Prezența acestor elemente arhitectonice denotă influențe orientale. În forma originală, planul fațadei era divizat pe toată lungimea sa de ferestre gemene, cu boltă romanică, având un singur canat, și ornamentate pe ancadrament cu motive de volută și palmetă. Datorită numeroaselor reconstrucții, doar patru ferestre își mai păstrează forma originală. La rizolitele de colț, deasupra cornișei divizoare sunt două geamuri care imită forma unei semiluni, acestea sunt împresurate de decorații semicirculare.
Odinioară, intrarea principală se afla pe latura estică a clădirii. În urma numeroaselor transformări, bolta porții și ferestrele de lângă poartă au fost zidite. Din fericire balustradele ornamentate au rămas intacte. În prezent, edificiul se află în proprietatea bisericii romano-catolice din Remetea.

### Clădirea "Puskás"
Familia Puskás este o veche familie remeteană. Strămoșii lor au luptat și în revoluția din 1848 în armata lui Józef Bem. Mulțumită veniturilor provenite din comerț, familia Puskás s-a ridicat într-un ritm spectaculos în rândul marilor moșieri de la sfârșitul secolului al XIX-lea.
La începutul secolului XX, casa familiei, din centrul satului, de pe malul Pârâului Pietrii, a fost construită în mai multe trepte. Fațada clădirii divizat prin lezene, nu este plană , ci urmărește malul pârâului. Intrarea cu boltă din partea stângă, a fost zidit în timpul renovărilor de la sfârșitul anilor '70, când au fost transformate și ferestrele. Merită o atenție deosebită aripa din partea dreaptă a clădirii. Intrarea cu boltă este ornată cu o balustradă cu arc foarte difractat, iar ferestrele sunt ornate cu motive care se încheie cu crini arcuiți franțuzești. Principalul ornament arhitectural al clădirii este ornamentul fațadei, având în centrul său o balustradă cu închidere ușor arcuită.

### Clădirea "Mélik"
Familia de origine armeană Mélik, se ocupa de comerțul cu lemne, erau printre cele mai înstărite familii nu doar în Gheorgheni, ci din tot județul. Într-un registru din 1918, printre cei 117 care plăteau cel mai mare impozit în comitatul Ciuc, pe locul 14 era un anume István Mélik. Fațada casei construită la începutul secolului XX, în formă de U, a păstrat cea mai multă originalitate dintre clădirile din centrul comunei. Clădirea este împărțită în mijloc simetric în două prin intrarea cu boltă. Picturile colorate de vrejuri și flori mai erau vizibile acum câțiva ani, însă de atunci au fost văruite. Pilaștrii din partea dreaptă dintre ușa de intrare și ferestre au închizătură cu arcuire în semicerc, iar ferestrele de stânga au închizătura dreaptă. Între ferestre și sprâncenele clădirii sunt ornamente în formă de romb. Palierul din partea de vest se află o poartă în forma arcului de triumf, ornamentat cu motive lizenic-pilastrice. Pe poarta din fier forjat se vede monograma familiei, un „M” având o coroană cu cinci ramuri, care indică poziția socială a familiei.

### Casa rustică

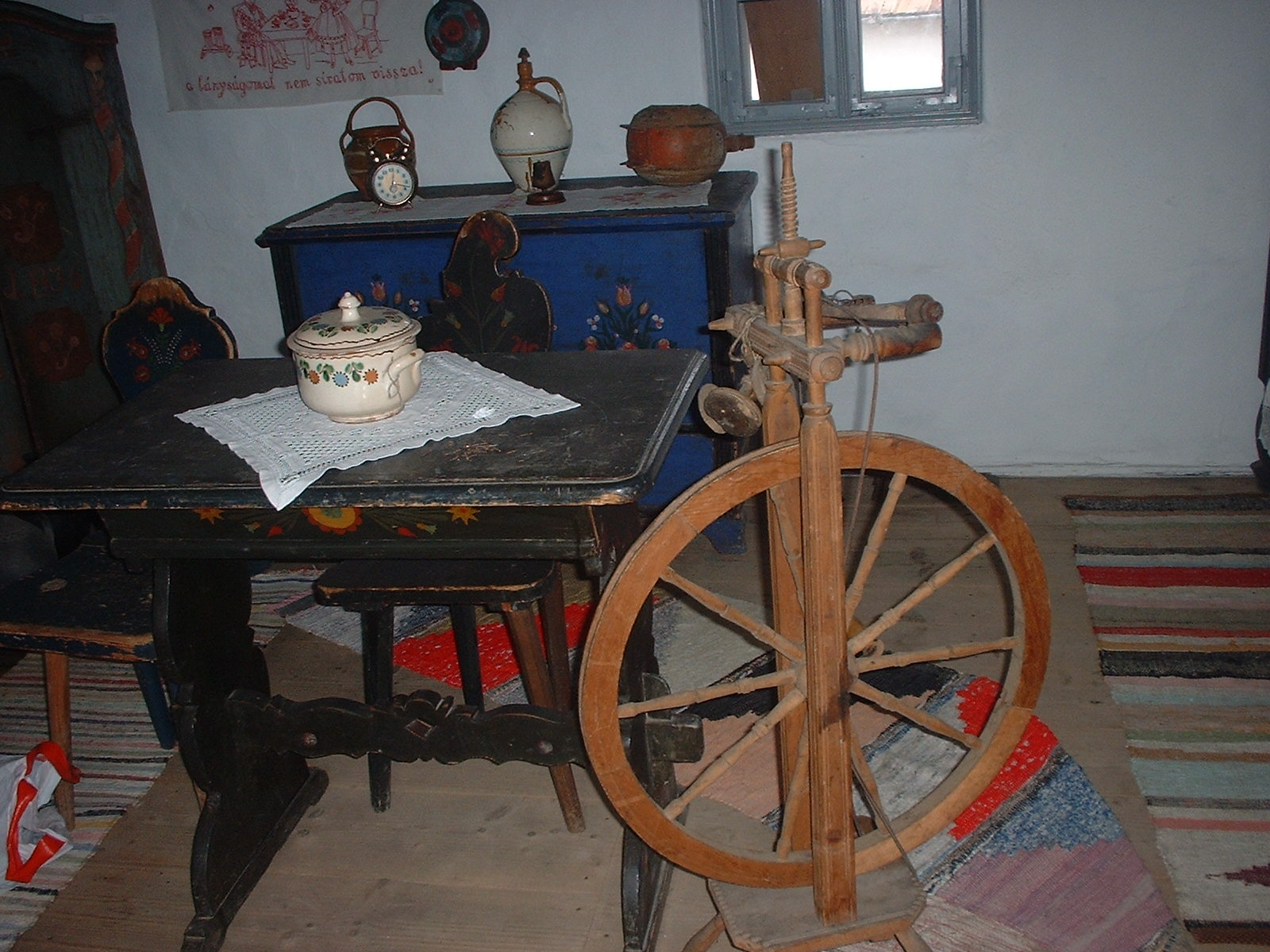
Casa rustică

În anul 2000, conducerea fundației Avully-Remetea a hotărât cumpărarea unei case vechi, dar în stare bună, în centrul localității, pe care se pot distinge elmentele de construcție specifice locului, pentru a expune colecția etnografică și amenajarea camerei memoriale Tibor Cseres. Fundația Illyés a susținut financiar Fundația Avully, însă suma alocată prin concurs și suma care era la dispoziția Fundației nu au fost suficiente pentru cumpărarea acestei case. Atunci Fundația a cerut ajutorul Consiliului Local al comunei Remetea, de unde a primit ajutorul dorit. În prezent, Casa Rustică se află în proprietatea consiliului local în proporție de treisferturi și un sfert a Fundației. După cumpărarea casei au urmat lucările de reparații și renovare, păstrând formele originale de construcție. În septembrie 2001 cu ocazia Zilelor Satului, în cadrul unei frumoase festivități de inaugurare s-a deschis Camera Memorială Tibor Cseres și colecția etnografică.
Colecția etnografică există din 1972 în Remetea. Profesorii de istorie cu concursul elevilor au căutat valorile etnografice, încă existente în comună. Au avut loc două expoziții etnografice de proporții: în anul 1986 la școala Generală din centrul satului, azi Școala Generală Fráter György, și în anul 1997, în Casa de cultură din Gheorgheni realizat cu sprijinul Asociației Culturale Márton Tarisznyás și Tibor Cseres din Gheorgheni
În Casa Rustică sunt amenajate două încăperi cu obiecte ale culturii materiale populare. Prima încăpere, prezintă mobilierul specific camerei secuiești, iar în cealaltă încăpere sunt expuse diferite obiecte de lucru (războaie de țesut, șezătoare, etc.). Tot aici se află o mică expoziție în care sunt expuse copii ale fotografiilor de epocă, ce ilustrează trecutul comunei. Printre proiectele de viitor se află și înființarea unei expoziții etnografice în aer bliber, în curtea clădirii (skanzen).
Responsabil pentru îngrijirea camerei memoriale este Mihály Papp, iar a subsecției de etnografie, Endre Szentmiklósi Laczkó.
Poarta secuiască de la intrare, a fost cioplită și ornamentată de sculptorul remetean Dezső Czikó.

### Cruci
În comuna Remetea sunt circa 40 de cruci din lemn sau piatră amplasate la hotarele comunei și pe marginea drumurilor. Povestea majorității crucilor este necunoscută. În cimitir, un monument funerar relatează: „Aici odihnește bătrânul Dénes Péter, care în viața lui a făurit 8 cruci, în memoria rudelor sale. A tăit 67 de ani și a murit în anul 1887. Odihnească-se în pace”. Nu se știe însă care sunt aceste cruci comemorative.
La capătul străzii Biatorbágy, János Szőcs Portik a ridicat o cruce în 1887. Pe piedestal stă scris: „Cine nimicește această amintire blestemat să fie!” Tot Szőcs Portik a ridicat în 1902 crucea de piatră de la intersecția străzilor Alszeg și Béla Bartók, inscripționată „Credincioșilor, spuneți: Lăudat fie numele Lui Iisus Hristos!”
În 1931 a fost pusă o cruce lângă podul de peste Mureș, în locul numit „Túlamaros” („peste Mureș”). La această cruce se opreau pelerinii care se îndreptau spre Șumuleu, pentru a-și face ruga de dimineață. Ferenc H. Balázs a renovat crucea în 1981 și a așezat o placă cu inscripția: „Omule, ce treci pe aici, privește sfânta cruce! El fu Omul Dumnezeu, Ce pentru tine sângele-și vărsă. Hristos pentru tine muri, cu ocară să nu-L jignești. Iubește-L și cinstește-L, El te binecuvântează cu al pământului belșug”.
József Emris Laczkó a ridicat după primul război mondial o cruce votivă pe strada Borvíz, în semn de recunoștință întoarcerea din război a celor trei fii ai săi nevătămați.
La sfârșitul străzii Szárhegy, József Bartis și vecinii săi au ridicat în 1967 o cruce, pentru ca Dumnezeu să ferească ținutul de trăsnete.
Cu ocazia hirotonirii în 1958 a lui Sándor Bakos ca preot protopop, părinții lui au ridicat o cruce în strada Bernád.

### Moara de apă de la Sineu

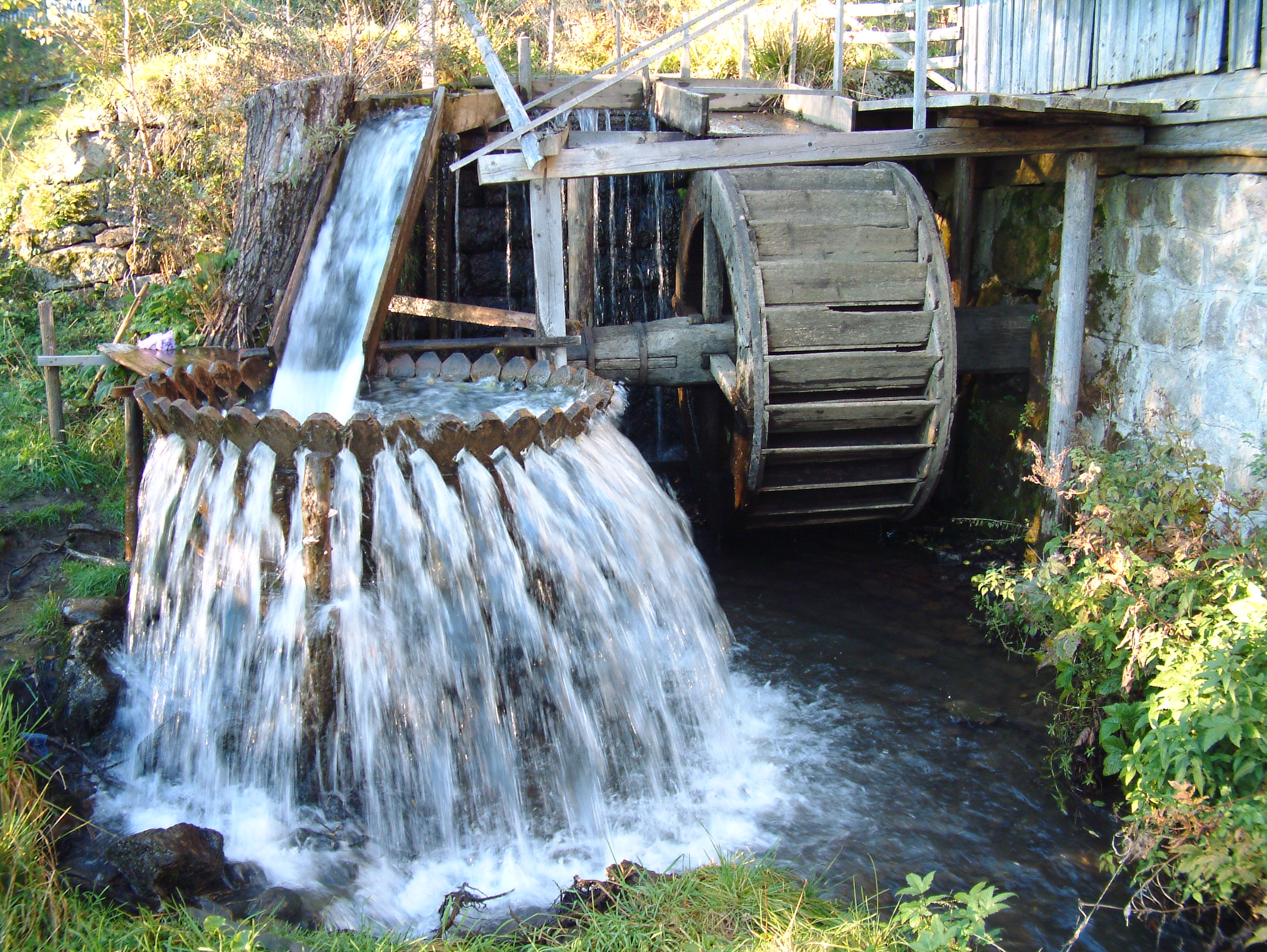
Moară de apă de la Sineu

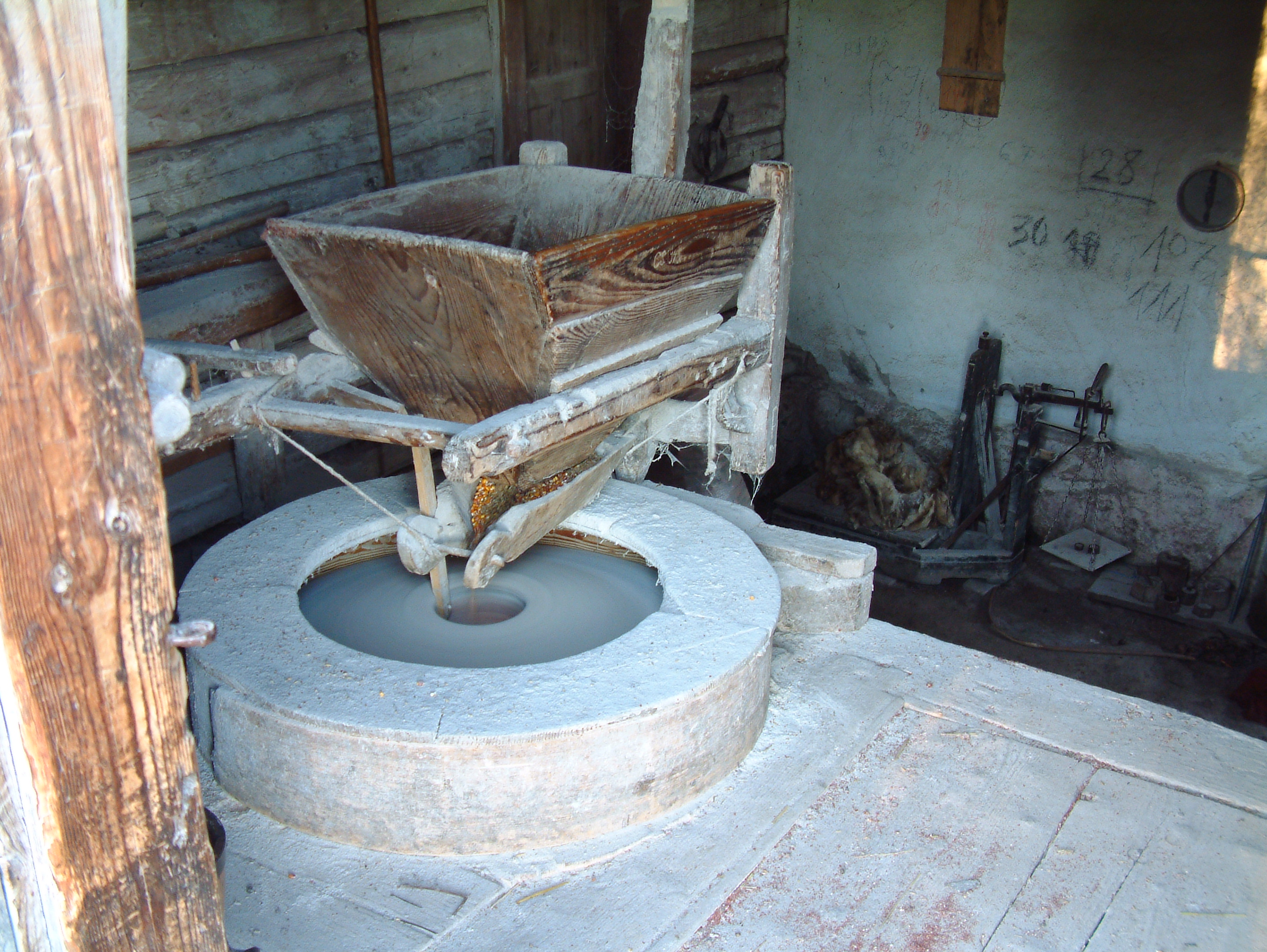
Moară de apă de la Sineu - interior

Din cele aproape o sută de mori de apă de la începutul secolului XX, situate în Depresiunea Giurgeu, au rămas doar zece, cinci aflându-se la Sineu, Remetea. Dintre aceste mori, una este listată în Patrimoniul Cultural Național. Proprietarii lor, fiind bătrâni, nu au posibilități de întreținere și exploatare, încât morile se deteriorează cu timpul. Consiliul local al comunei a demarat recent un program de cercetare a tehnicii arhitecturale și istorice, respectiv arhivarea în imagini a tehnicii de morărit și a meșteșugurilor tradiționale conexe morăritului (ex. concasarea pietrii, păsarea), cu întocmirea de materiale informative/documentare. Aceste acțiuni au fost demersurile pregătitoare în vederea renovării și punerii în valoare a morilor existente, ca să poată deveni piese ale patrimoniului cultural național.

## Economia
Din punct de vedere demografic, Remetea este o localitate din bazinul Gheorgheni care se dezvoltă cel mai dinamic.
În secolul al XIX-lea populația satului s-a dublat: dacă în 1838 numărul locuitorilor era de 2759 persoane, în 1895 deja locuiau 5215 de persoane.
Despre fertilitatea pământului, locuitorii așezării afirmau în 1820: ”Cam jumătate din toate hotarele satului este stearpă și în afară de ovăz nu prea crește altceva. Pământul este arat pentru boii de povară, crește secara, orz, ovăz, in, cânepă, linte, cartof obișnuit. Este nevoie ca pământul să fie arat de trei ori pe an, și este nevoie să fie dat și cu îngrășământ. Pământul bine cultivat, după un köböl produce șase clăi, iar o claie dă o baniță și jumătate, foarte rar dă mai mult.” Despre creșterea animalelor au constatat: ”Sunt destule pășuni pentru toate neamurile de dobitoace... Izlazurile sunt bune, produc fân bun pentru hrănirea vitelor, dar câteodată, după revărsarea apelor Mureșului, ogoarele se umplu cu nămol și de aceea fânul obișnuiește să se strice.”
Din cauza posibilităților agricole reduse, istoria satului în sec. XVIII-XIX a fost caracterizată de luptele pentru ogoare și pășuni. În urma ocupărilor prin violență și a marilor litigii pentru pământul satelor învecinate (1662, 1674, 1707, 1713, 1768-1774, 1823, 1826) au obținut până la urmă părțile limitrofe Gergelyvesze și Limbus, localitățile Gălăuțaș și Filpea, iar la Borsec, teritoriile Árkoza și Bikafő.
Documentul sus menționat, constată despre meșteșug și comerț: ”Sunt în sat 2 fierari - 1 tâmplar – 2 croitori, toți gospodari, se pricep să-și facă căruțe, deoarece și au destule lenme.” „Sunt în sat 3 prăvălii, în care se vând mărfuri de bagatele.” După aproape o sută de ani, în 1910, din 6206 de louitori, doar 144 se ocupau cu meștușugurile și comerțul.

### Plutăritul
Îngreunat de calitățile slabe al pământului arabil și de condițiile climatice, agricultura nu s-a putut dezvolta cât să asigure subzistența. Locuitorii au fost nevoiți să se ocupe și de exploatarea forestieră și de plutărit, aceste activități devenind cu timpul mai profitabile decât agricultura.
Plutăritul pe Mureș are o tradiție de secole. O înscripție din perioada romană, descoperită la Alba Iulia, menționează un „Collegium plutarium”. Timp de secole, Mureșul a legat ținutul Gheorgheni de restul Ardealului. A observat acest lucru și împăratul Iosif al II-lea cu ocazia vizitei sale la Gheorgheni. La Dieta Transilvaniei din 1626 s-a menționat că cel mai căutat material lemnos erau scândura și dranița din Gheorgheni transportate pe Mureș cu pluta.
Nu se știe când anume au început locuitorii din Remetea să se ocupe de plutărit, dar se știe că în 1714, primipilus (lófő) István Laczkó, la vârsta de 50 de ani, declara: „sunt 35 de ani, de când am început să plutăresc”. András Fodor nota în 1838: „cel mai mare loc de adunare a plutelor cumpărate din Gheorgheni, de unde se obișnuiește să se pornească în țară, este Remetea.”
Toamna, după terminarea lucrărilor agricole, începea exploatarea pădurilor. Iarna, lemnele tăiate erau transportate cu săniile pe malul Mureșului, unde se legau în plute. Aici se întâlneau negustorii armeni, sași și secui, angajau argații și pregăteau grupurile de plutași. Între aprilie și iunie, când apele Mureșul creșteau datorită ploilor de primăvară și topirii zăpezii, zilnic porneau câte 150-200 de plute spre Reghin, Târgu Mureș, Alba Iulia, sau chiar la Arad ori Seghedin.
Exploatarea forestieră și plutăritul erau munci grele, aspect este ilustrat și de declarațiile preotului János Bocskor din Remetea (1838): „Pe când alții își dorm liniștiți somnul dulce, în brațele ațipite ale naturii, pe la miezul nopții în cel mai aprig ger, plutarul își părăsește patul călduros; când luna luminează, pe la trei, sute sau chiar mau mulți plutari, își mână vitele peste munții uriași, la distanțe de două-trei mile, în zăpada ce le ajunge până la brâu sau și mai sus ajung la grinzile acoperite cu zăpadă. Câtă oboseală să scoată de sub mulțimea de zăpadă grinzile de brad, și să pună părțile mai groase pe sania care pare minusculă sub grinzile uriașe; câtă grijă și necaz, pentru a coborî pe cărările strâmte, apoi în vecinătatea coastelor înfricășător de adânci, să ajungă în vârful munților, apoi să coboare de pe înălțimi mai multe ore, cu acele grinzi de șapte-opt brațe, în așa fel ca să nu se strice în adâncurile groaznice, precum să nu cadă pagubă nici în boii istoviți...”
Simbria plutașilor era afectată și de vămi. Până în 1714, între Remetea și Alba Iulia erau doar trei puncte vamale, însă în scurt timp numărul lor a crescut la treisprezece, și la fiecare punct plăteau câte o poltură.
Viața plutașilor era îngreunată și de moșierii locali, dar și de acțiunile arbitrare ale negustorilor. Iată câteva din numeroasele plângeri: plutașul Mihály Ivácsony spunea în 1749, că negustorii din Reghin nu au permis trecerea plutelor sale în repetate rânduri, pentru ca ei, să poată cumpăra acestea mai ieftin. János Farkas spune, că la vama de la Petelea, a avut loc un adevărat conflict armat între plutașii din Remetea și oamenii moșierului. Plutașul Miklós Bege a fost bătut de trei ori de oamenii lui Ádám Rhédei și i-au luat 24 de fire de scânduri de pe zece plute. Miklós Dávid se plângea că la Gornești a fost reținut personal de contele Sándor Teleki timp de șapte zile. I-au fost confiscat două scânduri de pe fiecare plută.
Aveau loc și accidente, adesea fatale. Totuși, plutăritul a devenit principala sursă de venit a populației, depășind, în 1820, venitul obținut din agricultură. Majoritatea plutașilor și a celor care le făceau, trebuia să facă armata. Până în 1848 și-au îndeplinit și îndatoririle de grăniceri. Astfel a caracterizat ziarul „Nemzeti Társalgó” din 1839 secuii care își îndeplineau îndatoririle de grăniceri: „Puțini dintre aceștia, au un meșteșug, nu sunt negustori, nu au servici, nu primesc soldă, totuși au o gospodărie cumsecade, asigură hrana și îmbrăcămintea necesară familiei destul de măricică, fac armata pe cheltuiala proporie, poartă povara vieții civile și militărești.”

### Apa minerală
Cea mai importantă bogăție naturală a așezării este apa minerală. Bazinul Gheorgheni este o formație post tectonică, care s-a umplut cu sedimente din era pliocenă târzie și din cuaternar, și anume alternarea de piroclastiți (sediment vulcanic) și avluviuni fine de fluviu. În urma cercetărilor hidrologice s-a stabilit faptul, că în bazin, de-a lungul cursului râului Mureș, se găsesc pe unele porțiuni erupții de bioxid de carbon, care se amestecă permanent cu apa din pământ. Acest lucru se întâmplă mai ales pe porțiunea Voșlobeni – Suseni – Ciumani – Remetea, unde pe anumite arii sunt și mofete pe zona bălții Mureșului.
În Remetea, apa minerală este prezentă pe un segment de 2 km lungime și de 300–400 m lățime pe lângă Mureș. Pe baza analizei a compoziției chimice, cea mai bună apă minerală a bazinului este în Remetea. Conform expertului în domeniu, Artenie Pricăjan, în Remetea se recomandă forarea în adâncime de 30-150 metri, pentru că există apă minerală bună de înbuteliat, care calitativ poate să concureze cu cea de la Borsec.

### Industria
Condițiile naturale din Gheorgheni asigură posibilități deosebite pentru creșterea animalelor alpine. Aceste posibilități au fost descoperite și familia armeană Mélik, care au comandat vaci de rasă din Tirol și Voralberg (Austria), și au încercat aclimatizarea creșterii animalelor alpine, încă de la începutul secolului XX.

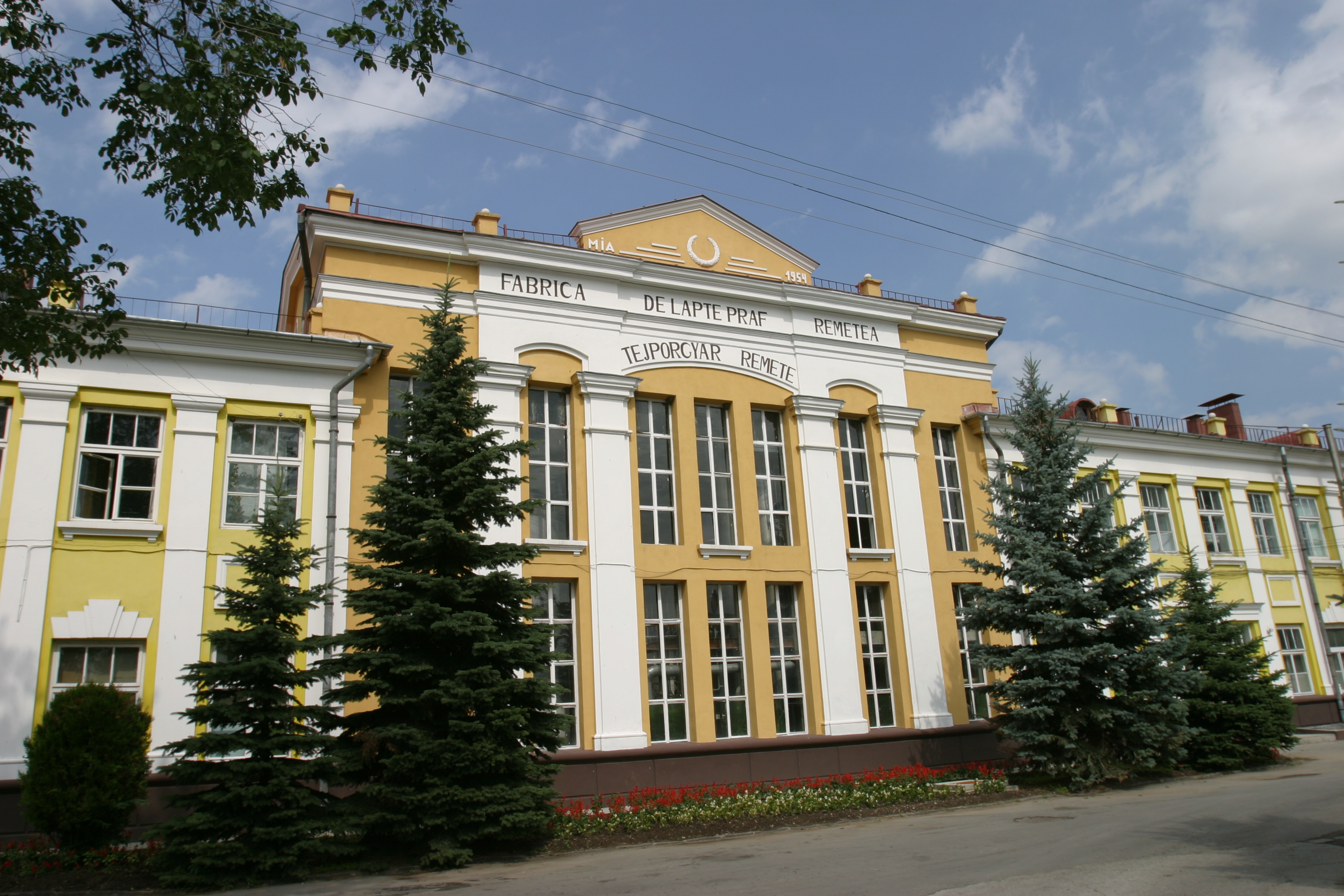
Fabrica de lapte praf

Aceste aptitudini au făcut posibilă construirea Fabricii de lapte praf la Remetea. La 24 octombrie 1954 fabrica a început producția. Capacitatea de producție planificată era de 800 tone de lapte praf și 400 tone de unt pe an. În 25 de ani producția s-a triplat, ajungând la 3000 tone de lapte praf și 1200 tone de unt.
Din 1965 în fiecare an s-a deschis o nouă subsecție, sau o nouă tehnologie. În 1967 au mărit pasteurizatorul de lapte și secția de răcire. Astfel s-a mărit posibilitățile de înmagazinare de la 30 000 litri la 60000 litri de lapte. În 1971 s-a construit congelatorul și magazia necesare pentru depozitarea untului. Astfel devenit posibilă congelarea zilnică a 4 tone de unt și depozitarea a 120 de tone în condiții optime de păstrare la rece. În 1975 a pornit secția de fabricare a înghețatei. În anii urmărori a începot fabricarea cazeinei și s-a terminat construirea unui depozit de brânză cu o capacitate de 80 de tone.
Fabriarea de lapte praf a crescut de la 1400 tone în anul 1955 la 3110 de tone în 1978. Aceasta a însemnat o mărire de 12% în media anual. Totodată a crescut și fabrcarea untului de la 104 de tone în 1955 la 1040 de tone în 1979. În anul 1958 a început fabricarea produsului „Lacto”, care a însemnat începutul fabricării de produse nutritive pentru copii, în țară. În 1961 s-au exportat cantități mari de unt. În 1965 un nou produs a ajuns pe piață, praful de zară, iar din 1972, prousul numir „Inlavit”, ambele folosite în hrănirea aminalelor. În 1974 a început producția unui nou produs nutritiv pentru copii, „Lactosan”, care a devenit în scurt timp un produs foarte căutat pe piața internă. Au urmat fabricarea a noi produse pentru copii, ca „Gluvilact 1” și „Gluvilact 2”, care erau produse pentru sugari, cu valori nutritive mari, komplexe. Mai târziu au mai apărut două astfel de produse „Gluvilact 0” și „Lacto 2”. Pe atunci, întreprinderea s-a specializat în fabricarea produselor nutritive și a asugurat nevoile pieței interne.
În 1956 s-au construit două blocuri în vecinătatea fabricii, cu câte 17-17 apartamente cu confort complet, iar în 1963 s-a mai construit unul cu 12 apartamente. Apoi aceste blocuri au fost completate cu o casă de cultură, relativ modernă, cu o bibliotecă, o sală de cinematograf, o sală de joacă și o cantină, precum și o popicărie independentă. Tot în acest an s-a înființat o școală pentru clasele I-IV, iar în anul 1969 s-a deschis un cămin de zi, care găzduia 30 de copii. Toate acestea au asigurat existența și siguranța socială pentru cei care lucrau aici, împiedicând fluctuația forței de muncă.
În 1977 s-a ridicat problema măririi capacității de producție anuală de la 2000 de tone la 3000 de tone. În 1985 s-a aprobat construirea unei subsecții noi, pentru fabricarea produselor nutritive pentru sugari. Ideea s-a și realuzat: clădirea, rețeaua electrică, de apă și de gaz, însă conducerea comunistă de atunci a oprit introducerea utilajelor străine în țară, spunând, că acestea se pot fabrica și în țară. Astfel, utilarea tehnică a fabricii s-a făcut în 1988-89. La punerea în funcțiune, în anul 1990 s-a ivit o problemă, utilajele nu erau corespunzătoare exigențelor fundamentale fabricării de lapte praf, astfel fabrica nu a fost pusă în funcțiune. Acesta a fost motivul pentru care în 1991, conducerea fabrici a propus guvernului, personal primului ministru Petre Roman, să lichideze investiția, ce s-a și întâmplat.
Din datele Ministerului Sănătații Publice, reiese că din 1991, este nevoie de 12500 tone de produse nutritive pentru sugari anual. Pentru a putea asigura aceste nevoi, din producție internă, guvernul a aprobat construirea unei astfel de fabrici. În urma unor studii aprofundate, această posibilitate a fost obinută de Fabrica de lapte praf din Remetea, deoarece dispunea deja de clădiri corespunzătoare, raportul geo-climatic al regiunii este bun, se găsesc izvoare de apă potabilă foarte bune, iar laptele de vacă din Gheorgheni este de cea mai bună calitate.

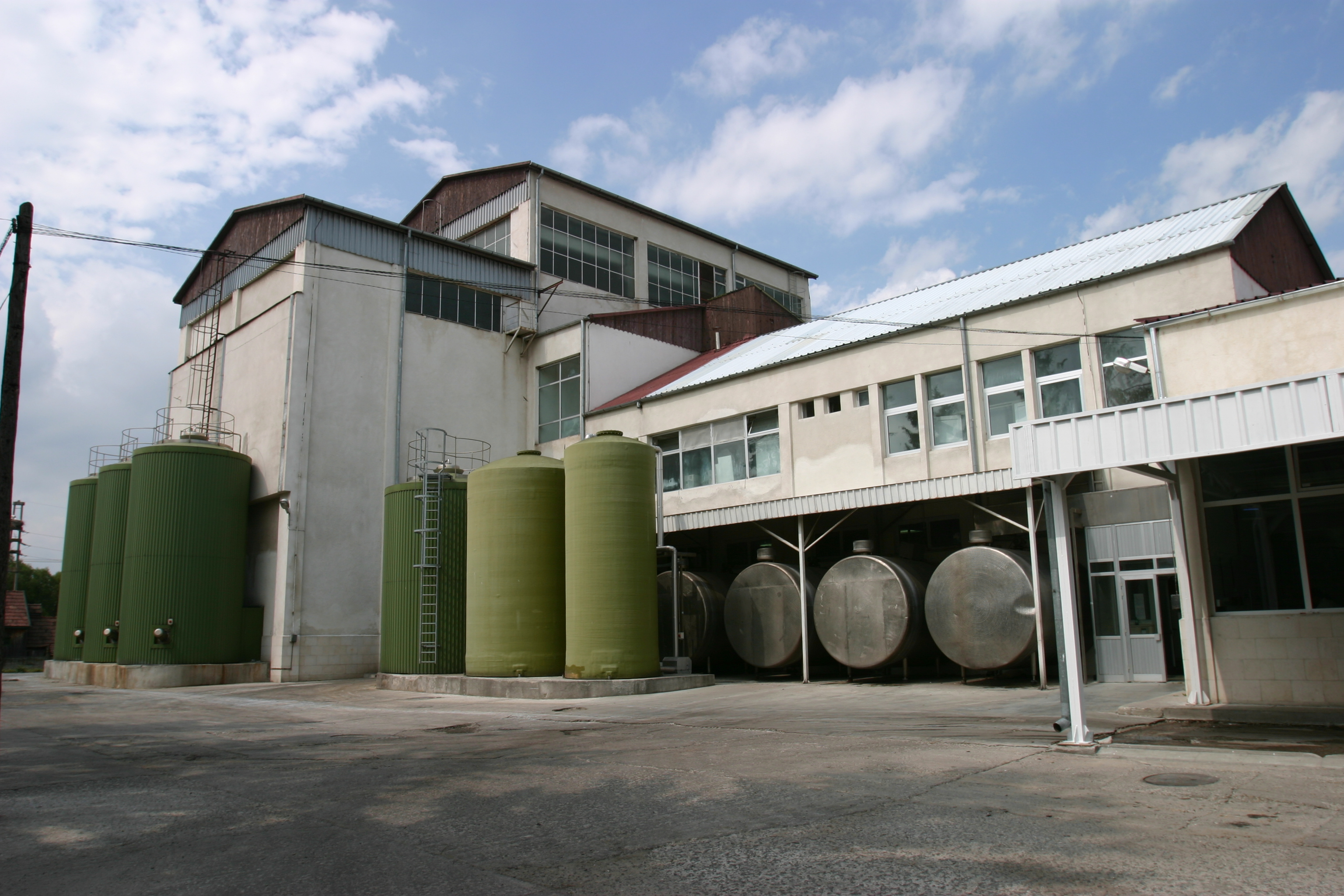
Secția nouă a fabricii de lapte praf

Pentru înființatea fabricii producătoare de produsele nutritive instante pentru copii (care se dizolvă imediat în apă) au sosit trei oferte de la următoarele societăți: APV Pasilac Anhydro – Danemarca, ALFA LAVAL – Suedia, NIRO – Danemarca. Oferta cea mai favorabilă a venit de la societatea daneză APV Pasilac Anhydro, cu care s-a semnat un contract 1992 în valoare de 66 de milioane coroane daneze. Societatea s-a angajat la împrumut pe 6 ani, iar realizarea investiției în 18 luni. Această uzină avea o capacitate de producție anuală de 3000 de tone, iar producția se face cu comandă cumputerizată, sub o strictă supraveghere și control se de siguranță. Procesul tehnologic trebuie să realizeze două lucruri importante, de bază:
- să producă din laptele de vacă, un produs similar cu laptele de mamă, sau cât mai apropiat de acesta,
- ca produsul să poată fi păstrat în condiții perfect sterile până la folosre.

Toate acestea se pot realiza doar cu tehnologie de ultimă oră, utilaje performante, iar calitatea produselor se poate verifica în laboratoare bine echipate.
Avansul de 1.768.529 $, s-a plătit până la 15 noiembrie 1994. 85% din valoarea contractului a fost asigurat de banca Lyonnais din Copenhaga, cu garanția guvernului român. Împrumutul trebuia restituit în 7 ani. În iulie 1997 a apărut prudusul numit LACTOVIT, primul produs nutritiv instant din România, pentru sugari, care a fost categorisit după calitate și valoare nutritivă, între produsele asemănătoare din străinătate. În primii ani cantitatea produsă a fost mică în raport cu capacitatea de producție. În anul 2000 s-a produs doar 81,4 tone. Acest lucru poate fi explicat prin pretenția scăzută a pieței interne.
O parte din locuitorii localității au avut rezerve în legătură cu această investriție. Motivul a fost riscul cauzat de economia confuză și restructurările care erau după 1989. Însă directorul Vilmos Sándor era consecvent și a ținut la realizarea acestui proiect cu o stăruință îndârjită. A reușit să genereze o rețea de sprijin și legături într/un cerc larg. El a avut dreptate. Azi fabrica lucreayă cu o capacitate de producție de 80%, și este în creștere, ba chiar pe termen lung, sunt posibile noi investiții. În prezent, fabrica produce 1500-1700 tone de Lactovit, 800-1000 tone alt lapte praf, și 26% produsul Remilk, un lapte praf smântânit, instant și ambalat.
Materia primă este colectată din 25 de localități, le da 5000-5200 de producători din județul Harghita. Lunar se plătește între 5-9 miliarde de lei pentru acești producători. Întreprinderea are 326 de angajați. Ceea ce privește potențialul economic, în industria alimentară a însemnat 24,5% din bugetul județului Harghita în 2002, și 31,5% industria de prelucrare a laptelui.

## Turism

### Baia balneo-climaterică
Baia balneo-climaterică cu apă minerală este o atracție importantă în turism și turismul rural. Efectele benefice ale apei conținând calciu, magneziu, fier, dioxid de carbon, hidrogen sulfurat au fost descoperite la începutul secolului trecut. La început (1928), a fost amenajată o baie în aer liber, care după o scurtă funcționare a fost luată de apele Mureșului într-o inundație. Baia actuală cu 14 bazine a fost înființată în anul 1968 de către Casa de Ajutor Reciproc a Pensionarilor din Gheorgheni. La aceasta s-a adăugat un cabinet medical. Apa poate fi folosită în curele interne în vindecarea enterocolitei acute și cronice, antiseptic în inflamațiile cronice ale căilor urinare, piatră biliară și urinară, diabet, gută, tulburări ale digestiei calciului, hipoaciditate, astenie. Curele prin băi se pot folosi în cazurile de boli miocardice, hipertensiune, boala Basedow, tulburări hormonale, tulburări ale sistemului nervos central și neurastenie.
În prezent baia se află la începuturile lucrărilor de reînnoire. Ca urmare a popularității tot mai mari obținută datorită efectelor terapeutice, este dezvoltată tot mai mult.
În partea de sud a băii, pe un teritoriu de șes cu mlaștini oligotrofe, se află rezervația  naturală „Mlaștina cea Mare”.  Aici se regăsește planta ocrotită laleaua pestriță (Fritillaria meleagris), care este o rămășiță a erei glaciare. Remetenii au numit această plantă clopoțel, după forma florii.

### Pescuitul
În aria râului Mureș din zona Remetea se practică pescuitul sportiv, aici găsindu-se diferite specii: știucă, balin, marnă, scobar, mihalț, efectivul de pești fiind în creștere.

### Trasee turistice
Regiunea Munțiilor Gurghiului este o renumită zonă de vânătoare. A fost vizitată de regi, principi, și alte persoane care în acești munți au vânat urși sau cerbi. În anul 1366 regele Ludovic I cel Mare plănuia campania italiană, scriind de aici scrisori prințului venețian Marco Cornuzzo. Pe aici au trecut oameni din familiile Rákóczi, Bethlen, Báthory. Principele Gheorghe Rákóczi I a marcat ca hotar între Remetea și moșia din Gurghiu cumpăna apelor din Muntele Vârful Crucii. Aceste locuri au fost vizitate - pentru vânătoare - de mai multe ori de prințul Rudolf moștenitorul tronului, fiul împăratului Franz Iosif; de Edward, prințul de Wales (Prinț de Saxa-Coburg-Gotha și Duce de Saxonia), care mai târziu a devenit regele Regatului Unit sub numele de Eduard al VII-lea; de politicieni renumiți, cum ar fi contele István Károlyi și prințul Alajos Esterházy. În Gurghiu au avut castele și familia regală română și regentul Miklós Horthy.
Din Remetea se poate accesa Giughiul de Nord. Munții cu marginile abrupte și prăpăstioase, sunt rămășițele erupțiilor vulcanice. Crestele acestor munți stăpânesc întreaga regiune. Regiunea muntoasă este acoperită în special cu păduri de molid în proporție de 35 - 40 %. Regiunea are o bogată floră și faună. Din fauna regiunii, numeroase specii de animale sunt ocrotite de lege: ursul brun, cerbul, pisica sălbatică, râsul și cocoșul de munte; iar dintre plante: papucul doamnei, gențiana galbenă, tisa și zâmbrul.
Pentru turiști se organizează excursii de una sau mai multe zile, făcute pe jos, care pornesc din Remetea. În cadrul excursiilor se pot vedea peisaje deosebite.
Câteva posibilități pentru excursii de o zi:

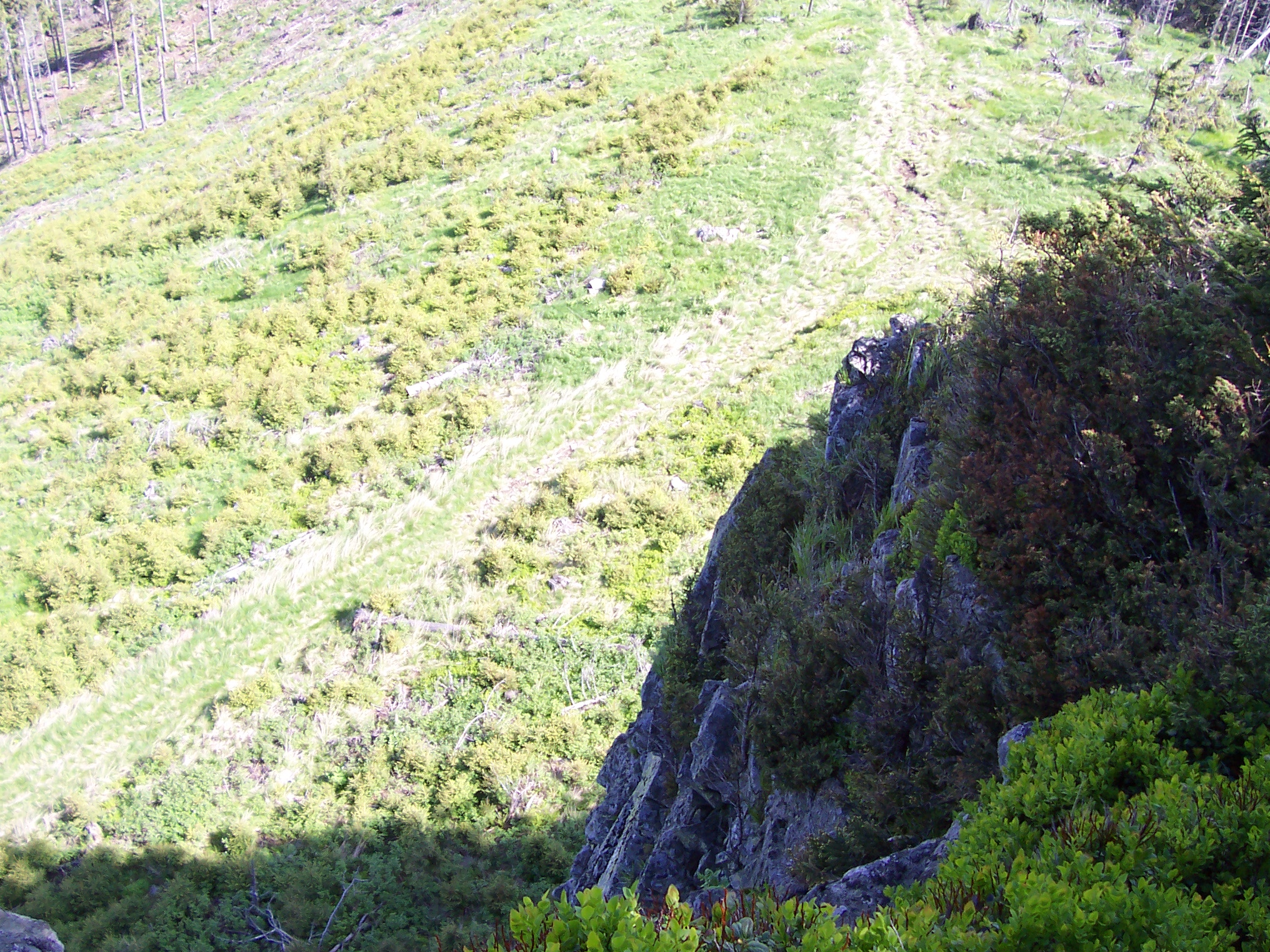
Vederea din sus a Poienii Zespezel

- Traseul Remetea - Făgețel - Bătrâna – Babele Gurghiului - Toplița.

Acesta este un drum de greutate medie, timpul de mers este de 10 - 11 ore. Diferența de nivel este de 850 metri. Datorită faptului că drumul este destul de lung, este recomandată pornirea dis-de-dimineață. Ca punct de pornire poate fi așezarea Făgețel, unde se ajunge pe drumul de câmpie, spre vest de fabrica de lapte praf, sau spre dreapta de la cimitirul din Ciutac Sat, la 2 km întâlnim între pâraiele Sineu și Martonca pe spinarea dâmburilor. Până aici se ajunge în 2 ore. Dacă vremea permite, o parte a acestui drum poate fi parcursă și cu autoturismul. Pornind mai departe, spre vest de biserica din Făgețel, pe drumul care urcă pe creastă, se ajunge la niște uluci adăpătoare. De aici se deschide o priveliște minunată spre nordul și estul bazinului Gheorgheni. Vizavi se vede lanțul munților Gheorgheni, iar în fundal se văd crestele pustii ale muntelui Vitoș (1609 m) ridicându-se asupra așezărilor Tulgheș și Hagota. Când cerul este senin, în spatele lor se vede conturul șters al Masivului Ceahlău (1795 m). De la adăpătoare, drumul duce spre dreapta. După o oră de mers se ajunge la poiana Zespezel, de unde drumul de ramifică. Urmând traseul spre dreapta, după un sfert de oră de mers se trece pe drumul turistic marcat cu dungă albastră (Pasul Liban (Șicas) – Pasul Bucin – Poiana Sineu – Răstolița). Urmând marcajul se ajunge, atingând Izvorul Bătrânei, într-o oră și jumătate pe vârful Bătrâna. Pe vârful Bătrâna se află cel mai mare bloc muntos al lanțului Gurghiului, Fâncelu, care constituie pragul de est al craterului vulcanic. Vârful este acoperit cu păduri, nu există priveliște. De aici drumul se bifurcă în trei. Un traseu duce spre Chimari și mai departe pe creasta principală, spre Vârful Fâncelu. Celălalt traseu duce spre Izvorul Mureșului, urmând traseul marcat cu dungă albastră. După doar 200 de metri, ajungem la Foișorul Bătrânei, acoperit cu brădet tânăr și rărit, de unde se poate admira priveliștea. La stânga se vede Buneasa (1653 m) și Vârful Fâncelu cu releul TV pe vârf. Se vede Toplița, până la linia Răstoliței, valea Mureșului, iar în mijloc vârful Măgura Mare (1481 m). La est sunt Munții Călimani. Continuând urmărirea marcajului printr-un brădet tânăr, în aproximativ o oră se coboară până la drumul din poalele muntelui Bătrâna. Trecând drumul și pârâul, pe un drum de pădure ușor abrupt se ajunge la o altă poiană. La stânga de această poiană cam la 200 m în pădure, ne întâmpină un peisaj minunat: vârful Babele Gurghiului. De-a lungul milioanelor de ani, puterile naturii au format prin erodarea eoliană difrențiată a straturilor geologice a formațiunilor stâncoase minunate forme de ciuperci și stâlpi, cu prăpăstii adânci între ei. Continuând drumul, la 1,5 km se ajunge la o altă cotitură. Spre dreapta, drumul marcat cu cruce albastră, duce la Gălăuțaș. Urmând în continuare marcajul cu dunga albastră drumul duce printr-o frumoasă poiană și o mică pădure. Vizavi se văd vârfurile stâncoase al Munților Călimani. Drumul duce mai departe spre coborâșul platoului Bradul, aflat între pârâul Găinușa și pârâul Zapoda. Cam peste două ore, trecând lângă ștrandul balneoclimaretic Bradul (Bánffy) din Toplița, se ajunge la gara Toplița. Iarna acest traseu poate fi parcurs și cu schiuri, dar este recomandat doar turiștilor cu experiență.
- Traseul Remetea - Hegyes – Vârful Crucii – Poiana Sineului.

Este un traseu de greutate medie, cu un timp de parcurs de 9-10 ore. Diferența de nivel este de 750 m. Se pornește spre dreapta de la cimitirul din Ciutac Sat, pe drumul județean Remetea - Lăpușna – Ibănești-Pădure, paralel cu valea Sineului. După o oră și jumătate de mers se ajunge la o stână. De aici se urmează marcajul turistic cu triunghi galben. După rampa carierei de piatră se traversează pârâul Sineu și se continuă drumul în valea pârâului Kecskekő. Drumul duce pe un urcuș între tufișuri de zmeură și alun, iar peste o oră se ajunge la poalele stâncilor vârfului Caprei. Ocolind pe jumătate blocul stâncos spre dreapta, se poate ajunge în vârf (1483 m), unde se poate admira vederea spre Remetea și o parte a Bazinului Gheorgheni. Dedesubt se vede o poiană cu pârâul Sineu și mai multe stâne. Cea mai frumoasă priveliște o oferă Vârful Crucii, următoarea stație. Coborând de pe vârf, în partea vestică, pe drumul șerpuitor de pădure, în treizeci de minute se ajunge într-un luminiș. Trecând peste pârâu, pe un drum ușor arcuit, care apoi devine potecă, se ajunge pe poiana de sub Vârful Crucii (1517 m). Vârful este acoperit cu păduri, iar din poiană se poate admira priveliștea spre valea Cranga Albă – Gurghiu. În depărtare se vede cel mai înalt munte la lanțului muntos Gurghiului, Saca Mare (1777 m). În jos se întind pădurile Câmpului Veres, Câmpul lui Barta, Lăpușna și Tolvajkút. În trecut, pe aici se întorceau acasă plutașii veniți dinspre Reghin. Aceștia deseori erau jefuiți, de aici vine și denumirea de Tolvajkút (română Fântâna Hoțos - termen mai rar folosit). De asemenea aici crește Zâmbrul (Pinus cembra), specie ocrotită pe Vâtful Barta.
În sudul părții superioare a poienii, o mică potecă, care mai târziu devine drum, duce în pădure. De aici, cam într-o oră se ajunge la poiana Sineului (numită de remeteni Sároshíd (română Podul noroios)). Acest drum marchează și limita dintre județele Harghita și Mureș. În poiană se află o casă cu etaj, care găzduiește serviciul permanent de ocrotire a pădurii. Pe drumul de pădure Lăpușna - Remetea care trece pe lângă acea casă, întoarcerea la Remetea se poate face pe un drum de 14 km.
Pe lângă cele două trasee turistice se pot face excursii de mai multe zile cu cortul pe traseul Remetea - Lăpușna - Gurghiu, Bâtca, Dandár, Pasul Bucin.

## Viața culturală și sportivă

### Fanfara
Fanfara a apărut în anul 1934, inițiator fiind Ferenc Zs. Portik, lansând următorul anunț: „... nu vă zgârciți să dați câțiva lei și sprijiniți-ne în atingerea scopului nostru de a forma o fanfară din 16 membri în comună, care să-i fie de onoarea acestei comuni.”
Conducerea comunei a rămas nepăsătoare, dar din partea locuitorilor a pornit o acțiune de donație pentru achiziționarea instrumentelor. Donatorii cu 100 de lei au fost considerați membri fondatori, cei peste această sumă membri de onoare, iar sub 100 de lei membri aderați. Conform unui proces verbal din 14 aprilie 1934 s-a adunat o sumă de 14 662 lei. Astfel s-a înființat fanfara cu următorii 16 membri: Alajos Ilyés, Antal Portik, Imre Molnár, Antal Bakos, Dénes Bakos, Péter Bakos, Balázs Bakos, Gyula Laczkó Angi, Ferenc Laczkó, Ferenc Zs. Portik, Lajos Nagy, János H. Portik, István Hompoth János, Szabó, Ádám Szász, Albert Puskás. Fanfara a fost condusă de dirijorul János Molnár, primind pentru acest lucru un salariu de 3000 lei pe lună.
Premiera a avut loc în anul 1935 la Remetea. Tot în acest an au participat la un concurs din orașul Gheorgheni, concurs urmat de o excursie la Lacu-Roșu. În 1936 au obținut premiul II la un alt concurs, organizat tot în orașul Gheorgheni. La 1 ianuarie 1939 fanfara a devenit membru al Asociației Maghiare de Muzică. Dirijorul János Molnár a condus fanfara până-n anul 1942, excepție fiind anii 1935 și 1936, când a fost dirijor un anume Abessini din Brașov. În toamna anului 1944 soldații armatei ruse au confiscat instrumentele, doar 7-8 din ele au putut fi ascunse.
Reachiziționarea lor a fost finanțată din vânzarea de lemne și din fonduri alocate de Fabrica de Lapte Praf. Fanfara a fost condusă de Imre Molnár până-n anul 1964. De Gyula Laczkó Angi și István Gál între anii 1964-1971 și de Károly Molnár între 1971-1988. În această perioadă au participat la concursuri din Praid, Miercurea Ciuc, Gheorgheni, etc. În 1982 profesorul Károly Bakos a înființat o fanfară de tineret cu 21 de copii, care fără cunoștințe muzicale prealabile, peste un an, în 1983, au cântat pe scenă cu mare succes. Trebuie menționat numele lui József Ferenc, având un rol important în activitatea fanfarei. În anul 1988 cele două fanfare se întrunesc. De atunci și până astăzi dirijorul fanfarei este profesorul Károly Bakos. În 1994 fanfara și-a sărbătorit a 60-a aniversare, cu participarea fanfarelor din localitățile vecine.
Fanfara a avut un rol important în cultura comunei, în dezvoltarea cunoștințelor muzicale ale locuitorilor. Până-n zilele noastre cei care știu să joace pe vre-un instrument, au avut legătură cu fanfara. Cu spectacolele culturate și ingenioase au ajuns de onoarea satului, așa cum a dorit fondatorul fanfarei Ferenc Zs. Portik.

### Teatru, cor
Teatrul amator are o tradiție bogată la Remetea. Cercul Civic de Cititori, înființat în a doua parte a secolului XIX, a prezentat spectacole în casa Mélik, urmate de baluri caritative. Sumele încasate au intrat în fondurile cercului. Inițiatorii cercului au fost familiile Zakariás și Kabdebó, dar un rol important au jucat și învățătorii din acei ani. Piesele prezentate au fost doar piese populare, care au trezit interesul oamenilor fără carte pentru alte specii de cultură. La începutul secolului ziarele Gyergyó și Gyergyói Hírlap relatează deseori despre spectacolele din Remetea, în a căror organizare au participat și ingineri, medici, intreprinzători din comună. Trebuie menționat și teatrul școlar, în organizarea învățătoarei Molnár Károlyné. În perioada interbelică teatrul a fost susținut de Cercul Industriașilor. Pe lângă teatru au înființat și un cor, care la fiecare spectacol a prezentat câteva romanțe îndrăgite de public. Nivelul spectacolelor a fost apreciat și de ziarul Gyergyói Újság. Iată un citat din anul 1932: „... la data de 28 martie Cercul Industriașilor din Remetea a prezentat primul spectacol al anului, opera lui Ferenc Molnár, întitulată Józsi. A fost un succes deosebit, până și cei mai severi critici au recunoscut că la Remetea nici actori profesioniști nu au prezentat interpretări la un nivel atât de ridicat. Prin tehnica de regie și interpretarea excepțională a personajelor, piesa părea un film proiectat în fața ochilor spectatorilor.”
După cel de-al doilea război mondial teatrul a funcționat în cadrul Casei de Cultură. Pe lângă grupele de teatru organizate ocazional - de obicei din tinerii din sat - au existat grupe ca cea a Cooperativei de Credit, a Asociației Pompierilor Voluntari, grupa „Pedagogul” a școlii. Casa de Cultură construită în 1972 – cu 400 de locuri, scenă cu posibilități de mărire, vestiare, etc.- a asigurat condiții favorabile dezvoltării teatrului și a culturii în general. În 1960 a fost înființată orchestra de coarde cu 16 membri, organizată și condusă de dr. László Asztalos. În cele trei decenii de activitate, pe lângă delectarea remetenilor, au participat la festivale la Gheorgheni, Miercurea Ciuc, Sfântu Gheorghe, Târgu Mureș, etc. A fost premiat cu locul 3-lea la un festival național.
Corul cu 50 de membri al Școlii Generale Fráter György este cunoscut în țară și în Ungaria. Din 1990 îl are ca dirijor pe dl. profesor Árpád Trucza. Participă în fiecare an la festivalul de coruri școlare inițiat de Domokos Pál Péter, interzis în perioada comunistă și reluat din 1990. În 1993 Festivalul a fost organizat la Remetea. În ultimii cinci ani corul a participat la festivalul Bárdos Lajos din Odorheiu Secuiesc, între 1997-2000 la festivalul Bárdos Lajos - Nagy István din Târgu Mureș. În 2000 a participat cu mare succes și la festivalul internațional Bárdos Lajos, care a fost organizat la Academia de Muzică, „Liszt Ferenc” din Budapesta. A obținut succese mari la Budapesta, Tab, Zamárdi, Siófok, Szentes, Biatorbágy din Ungaria și Temerin din Serbia.

### Sport
De-a lungul deceniilor, pe lângă sportul din cadrul școlii, centrul vieții sportive din comună a fost fotbalul. Echipa de fotbal a fabricii de lapte praf a participat cu succes la campionatele regionale, mai apoi la cele județene. Echipa comunală a purtat numele de „Viața nouă” mai târziu numele de „Vulturul Carpatin”. În calitate de campion județean, în anul 1994 echipa a jucat meci de baraj pentru promovarea în liga a treia a campionatului național. În anul 1995 antrenamentele și meciurile au fost strămutate la Gheorgheni, iar la Remetea încetează activitatea echipei.
Clima din zonă este favorabilă pentru sporturile de iarnă, fapt ce a permis – printre altele - atingerea nivelului actual al hochey-ului școlar. Primele încercări în acest sens au avut loc în anii 1969-1972, când învățătorul Alajos Szász face primele demersuri pentru organizarea echipei de hochey. În anul 1972 campionatul județean este organizat la Remetea. Din 1975 îndrumarea hochey-ului este preluată de profesorul Béla Mincsor. Pe terenul de hochey inaugurat în 1977 echipa obține titlul de campion județean. De atunci echipa participă la campionatele județene și naționale, obținând în mai multe rânduri titlul de campion. Din starea de „confuzie momentană” de după schimbările din 1989 hochey-ul din Miercurea Ciuc și Gheorgheni a fost reluat la inițiativa celor din Remetea. Din anul 1994, la solicitarea Asociației de Hockey din România echipa din Remetea participă la Campionatul Național. Echipa antrenată de Béla Mincsor a obținut de două ori locul 2, o dată locul 3 și de trei ori locul 4. Echipa claselor VII-VIII antrenat de profesorul János Jánosi din anul 1988 participă cu succes la campionatele județene. Cel mai mare merit a hochey-ului școlar din Remetea este faptul, că în ultimii 25 de ani a promovat 16 jucători în liga A, 6 jucători în lotul național de juniori și 1 jucător în lotul național de seniori.
Din anul 2002 hochey-ul școlar se desfășoară în cadrul Asociației Sportive KERESZTHEGY. Antrenorul echipei este Divoiu Adrian.
Este de menționat faptul, că echipa de handbal școlar a participat de două ori la Campionatul Național de Juniori, iar echipa de atletism școlar antrenată de Bulcsú József Nagy a obținut rezultate remarcabile.
În zilele noastre moderna sală de sport este folosită atât de copii, cât și de adulți pentru petrecerea plăcută a timpului lor liber.

## Personalități marcante
- Imre Bernád, eroul din revoluția din 1848-49.
- Jenő Balás (1882-1938), inginer minier, fondatorul mineritului de bauxită și al industriei de aluminiu din Ungaria.
- István Ferenczi, sculptor.
- Tibor Cseres (1915-1993), scriitor, președinte între anii 1986-1989 al Uniunii Scriitorilor din Ungaria.
- Elek Balás (1883- ?), avocat, consilier guvernamental.

## Comunități înfrățite
- Biatorbágy – Ungaria